# Камерний оркестр Тернопільської обласної філармонії «Continuo»
Ка́мерний орке́стр Терно́пільської обласно́ї філармо́нії «Continuo» (англ. Chamber Orchestra "Continuo") — штатний колектив Тернопільської обласної філармонії.

## Історія та склад
Камерний оркестр Тернопільської обласної філармонії був заснований в 2001 році. Художнім керівником та диригентом оркестру став випускник Львівської Музичної Академії ім. Лисенка Черняк Сергій Володимирович.
У 2008 році колектив очолив диригент заслужений діяч мистецтв України Кріль Мирослав Михайлович.
У 2010 році керівником колективу був призначений Примак Сергій Петрович.
У 2013 році диригентом колективу був призначений випускник Львівської національної музичної академії імені Миколи Лисенка Кульчицький Юрій Ярославович.
У 2014 році, після окупації частини сходу України незаконними збройними формуваннями, на посаду диригента призначається біженець з Луганської області, засновник оркестру Сергій Черняк.
На даний момент, колективом керує призначений у 2015 році, випускник Львівської національної музичної академії імені Миколи Лисенка, художній керівник Тернопільської обласної філармонії Голодрига Андрій Миколайович.
В складі оркестру працюють випускники вищих навчальних закладів України: Львова, Києва, Одеси, Харкова, Донецька, Тернополя, Рівного.

## Діяльність
Репертуар оркестру включає в себе популярні твори зарубіжних та українських авторів (від старовинної класичної музики до творів сучасних композиторів). Оркестр часто дає концерти в залах обласних центрів України — Вінниці, Хмельницька, Рівного, Києва.
Колектив плідно співпрацює з виконавцями і музикантами України, та Західної Європи. Серед них:
- Назар Пилатюк — солістом Молодіжного симфонічного оркестру «INSO-Львів».
- Мирослав Скорик — композитором та музикознавцем.
- Карл Немечек — німецький трубач.
- Сергій Болотний — віденський соліст, скрипаль[3].
- Надія Кулик — бандуристка[4];
- Любов Ізотова — народна артистка України.
- Остап Шутко — львівський скрипаль.
- Ніку Міцней (Італія) — диригент[5].
- В'ячеслав Зубков (фортепіано) — переможець низки міжнародних конкурсів[6].

У 2009 та 2011 роках колектив гастролював з концертами у Франції, Німеччині, Польщі, Люксембурзі тощо.
Колектив бере участь у благодійній місії, співпрацюючи з фондом імені Арсена Монастирського.

## Нагороди
- Подяка Радзимінського Осередку Культури і Спорту (Польща, 2012)[8].

## Статті
- Диригент камерного оркестру Тернопільської філармонії розповів про найпам'ятніші концерти // 20 хвилин, 15 березня 2006 р.
- «творчий вечір Надії Кулик» // 20 хвилин, 11 травня 2011 р.
- Філармонія повертається з канікул. Концертний сезон 15 вересня відкриє Тернопільський камерний оркестр // 20 хвилин, 9 вересня 2009 р.
- Композитор Юрій Стасюк з концертом у Тернополі // Рівненщина, 24 травня 2012 р.